# Station Lommel
Station Lommel is een spoorwegstation langs spoorlijn 19 in de gemeente Lommel bij het gehucht Kattenbos.
Het eerste stationsgebouw werd gebouwd door de privé-maatschappij Grand Central Belge bij de opening van de spoorlijn in 1879. Het gebouw werd afgebroken in 1971.
Het huidige stationsgebouw is een bakstenen gebouw dat dateert uit de jaren 1970. Bij de renovatie in het begin van de 21e eeuw werden de muren bekleed met een constructie van aluminium waarop kunststof laminaatplaten verlijmd werden.
Vanaf 1 juli 2015 zijn de loketten van dit station gesloten en is het een stopplaats geworden. Voor de aankoop van allerlei vervoerbewijzen kan men bij voorkeur terecht aan de biljettenautomaat die ter beschikking staat, of via andere verkoopkanalen.

## Treindienst
| Serie    | Treinsoort            | Route | Bijzonderheden             |
| -------- | --------------------- | --- | -------------------------- |
| IC 10    | Intercity (NMBS)      | Antwerpen-Centraal – Mol – Lommel – Hamont                                                                |                            |
| P 8220   | Piekuurtrein (NMBS)   | [ Hamont – Lommel – ] / [ Essen – Antwerpen-Centraal – ] Leuven – Heverlee                                | Een trein op zondagavond.  |
| ICT 6710 | Toeristentrein (NMBS) | [ Neerpelt – Lommel – ] / [ Turnhout – ] Herentals – Mechelen – Gent-Sint-Pieters – Brugge – Blankenberge | Rijdt in juli en augustus. |

## Galerij

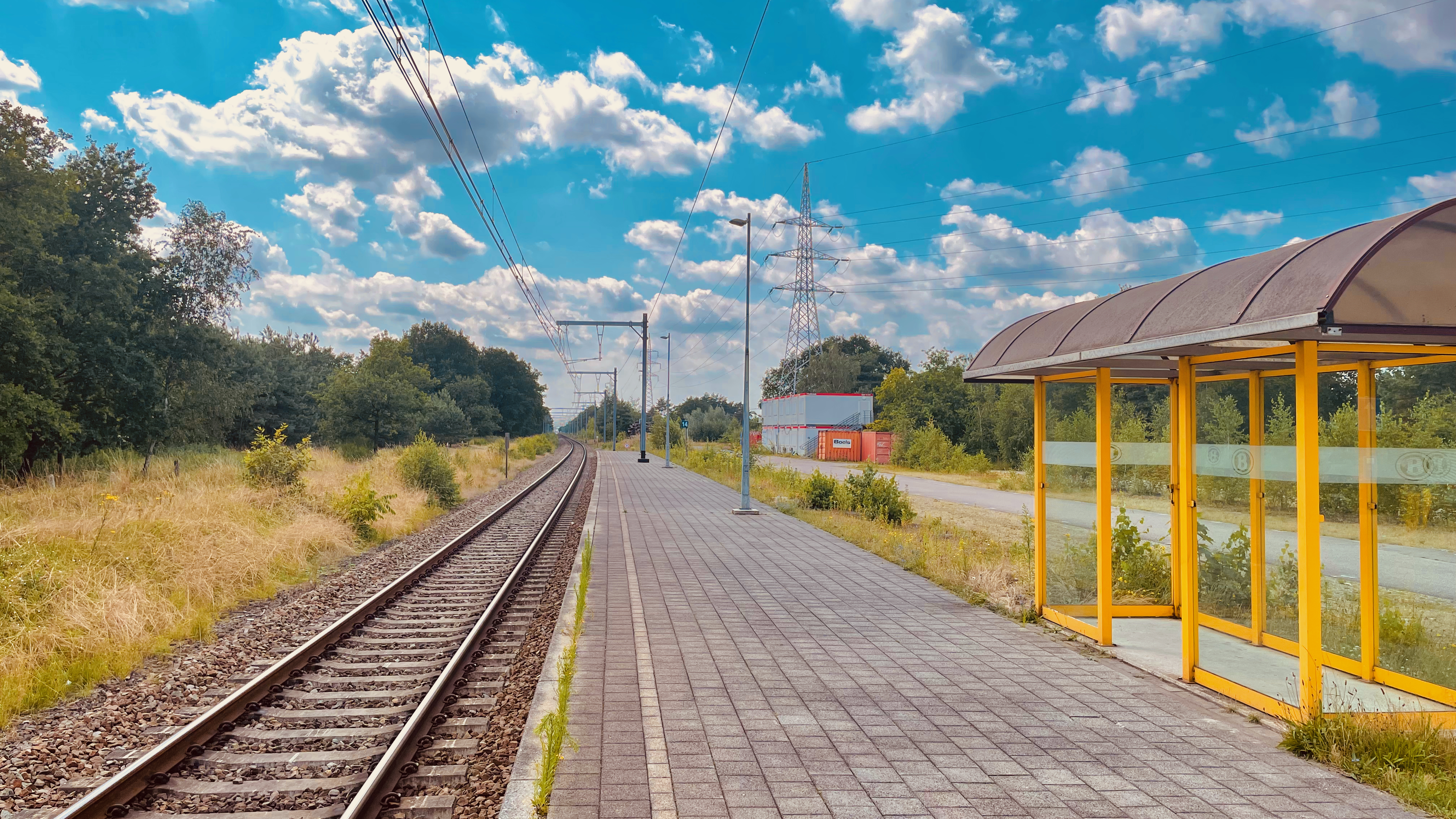
Zicht op het perron
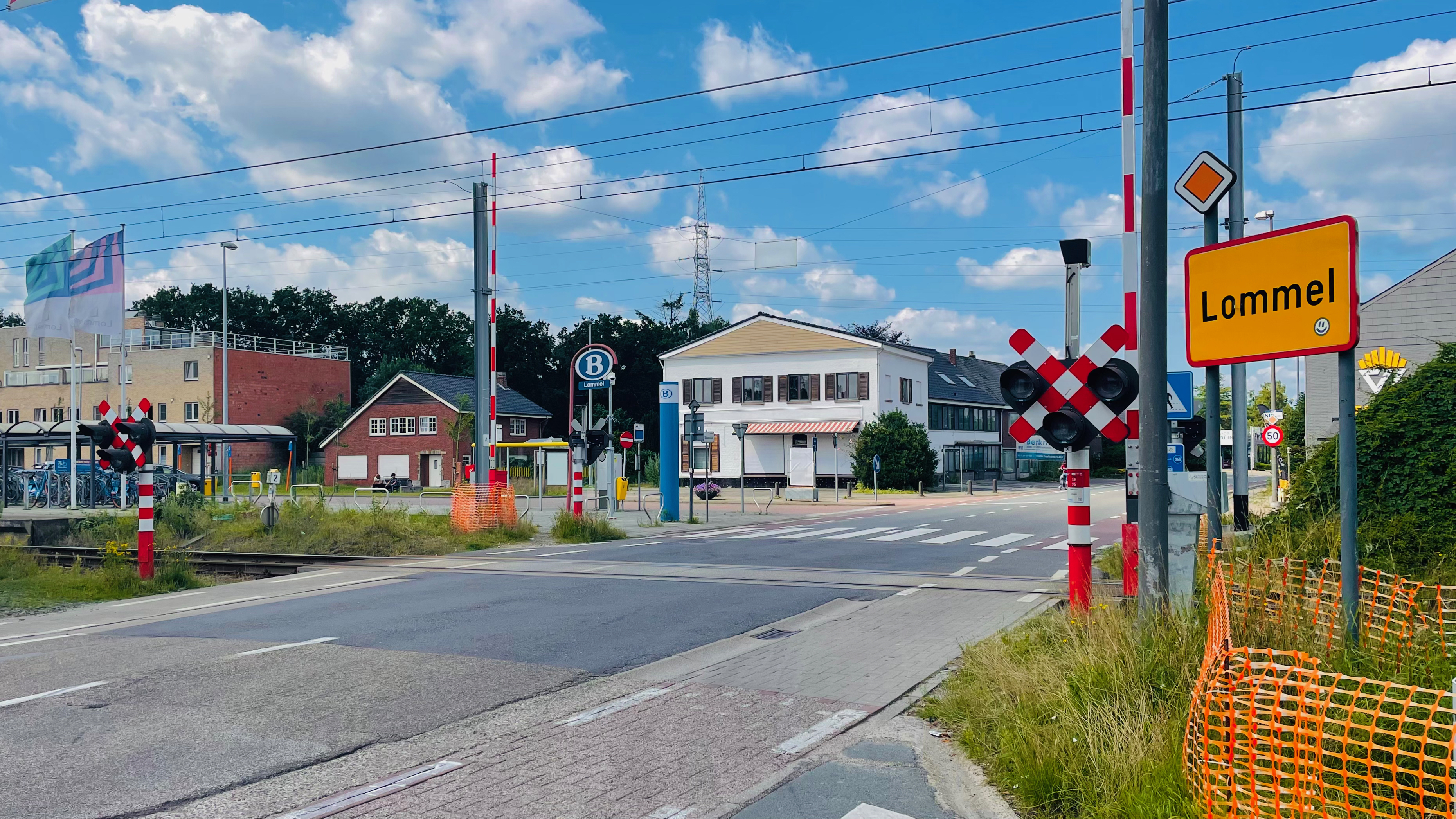
Overweg aan het station
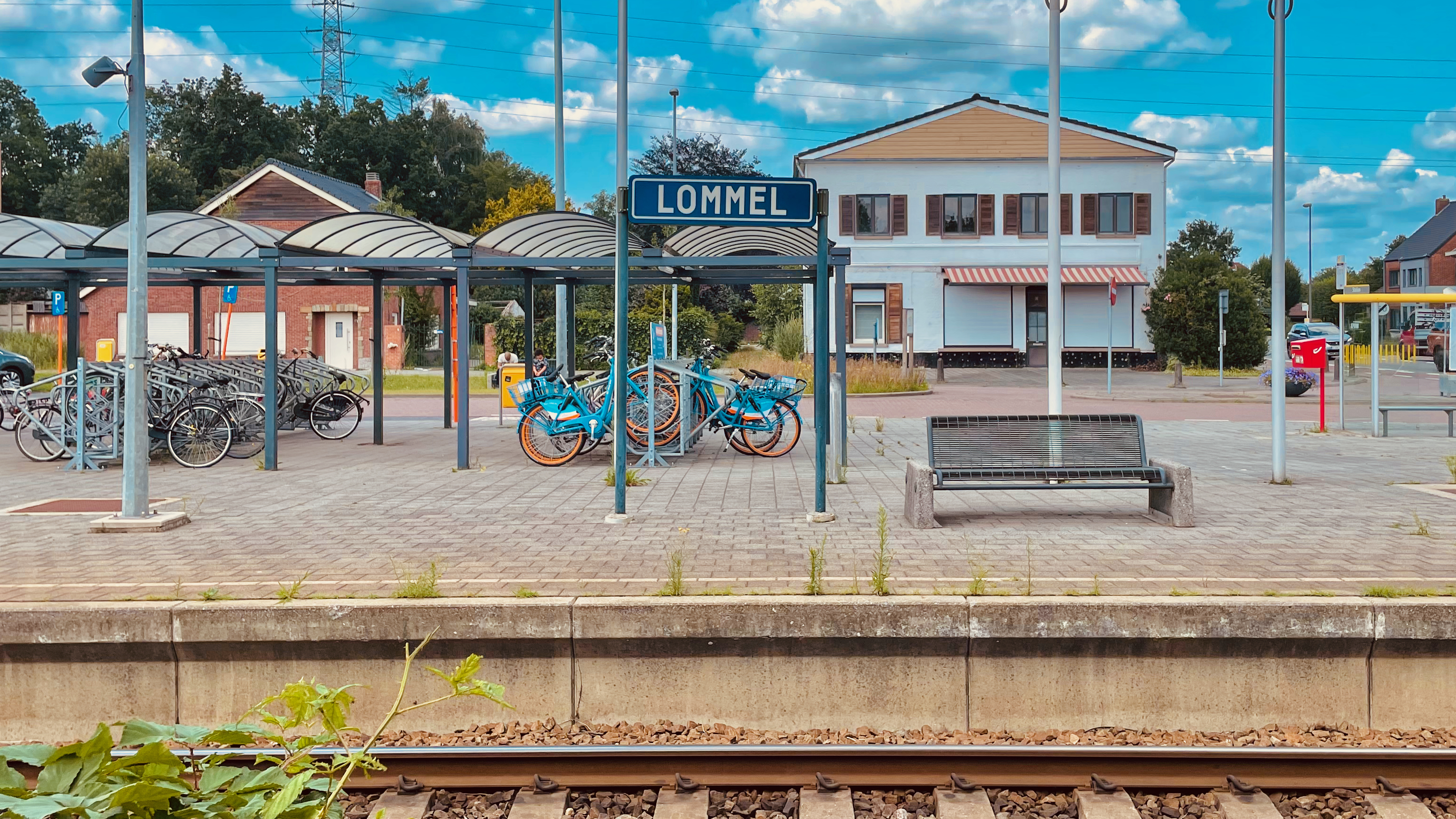
Plaatsnaambord
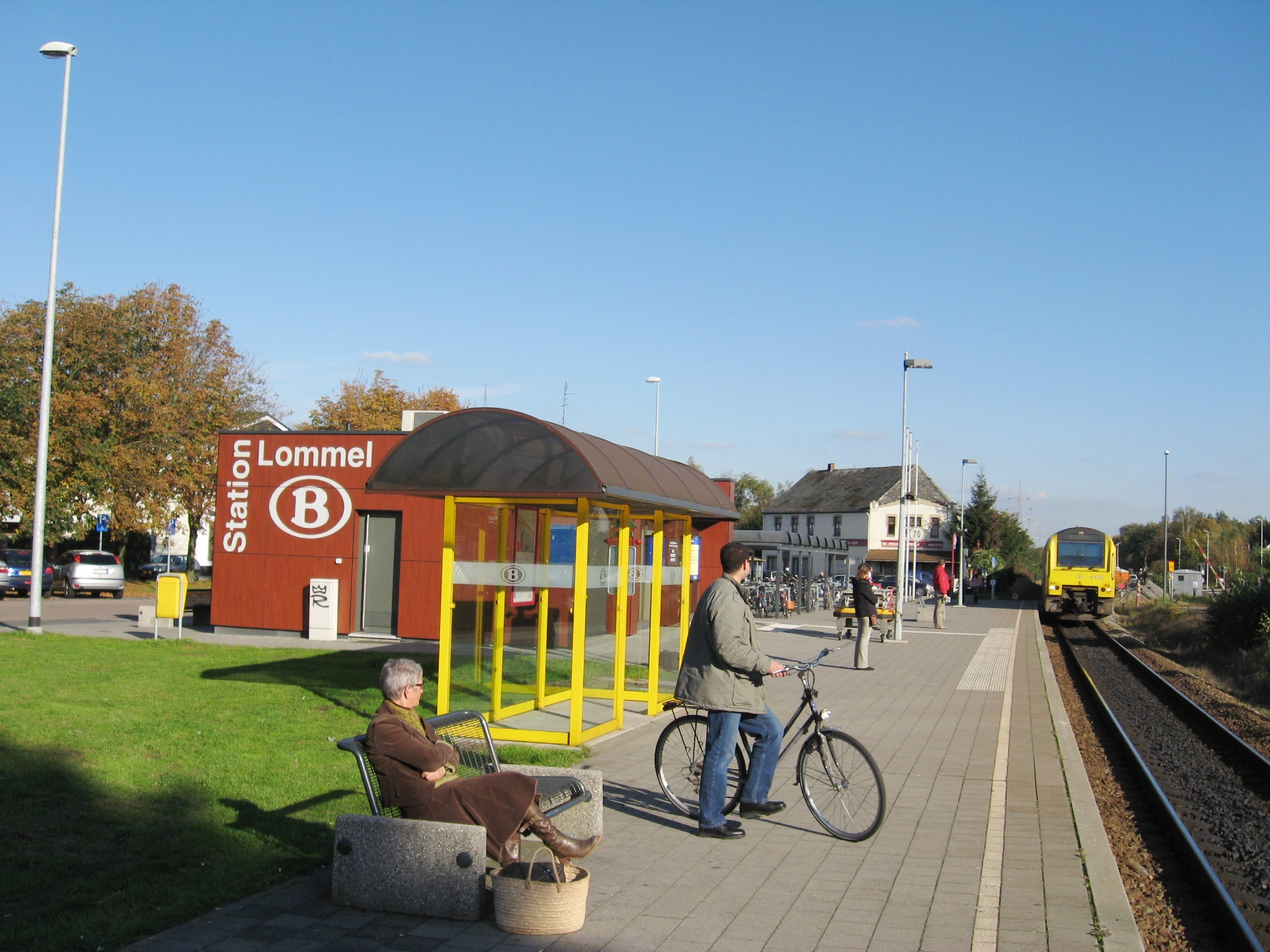
Het station in 2007
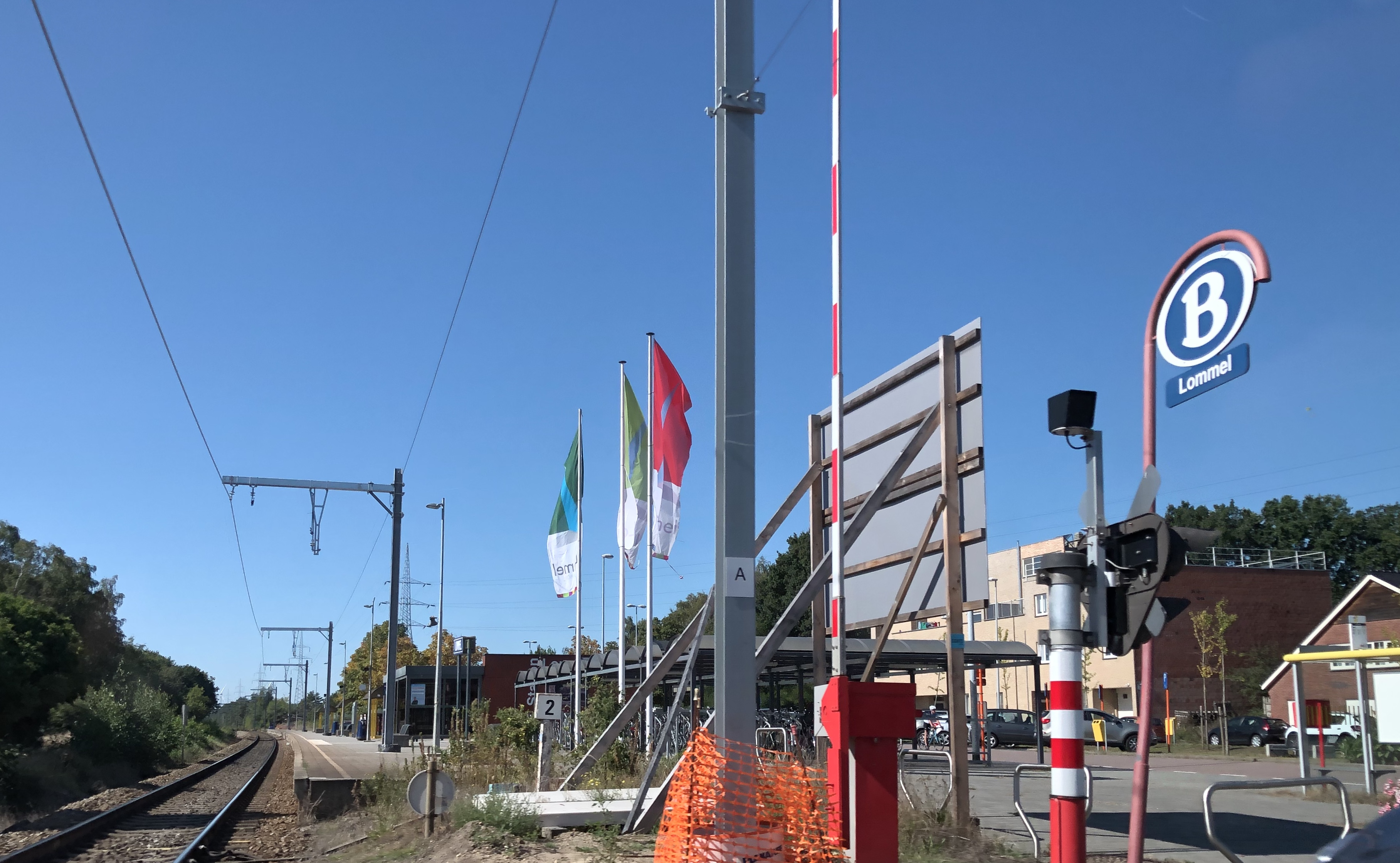
Station Lommel vanaf de N746

## Reizigerstellingen
De grafiek en tabel geven het gemiddeld aantal instappende reizigers weer op een week-, zater- en zondag.
| Tabel: aantal instappende reizigers station Lommel | Tabel: aantal instappende reizigers station Lommel | Tabel: aantal instappende reizigers station Lommel | Tabel: aantal instappende reizigers station Lommel |
|                                                    | Weekdag                                            | Zaterdag                                           | Zondag                                             |
| -------------------------------------------------- | -------------------------------------------------- | -------------------------------------------------- | -------------------------------------------------- |
| 1977                                               | -                                                  | -                                                  | -                                                  |
| 1978                                               | 116                                                | 28                                                 | 79                                                 |
| 1979                                               | 194                                                | 39                                                 | 58                                                 |
| 1980                                               | 237                                                | 76                                                 | 111                                                |
| 1981                                               | 277                                                | 49                                                 | 144                                                |
| 1982                                               | 302                                                | 57                                                 | 120                                                |
| 1983                                               | 289                                                | 78                                                 | 174                                                |
| 1984                                               | 276                                                | 84                                                 | 161                                                |
| 1985                                               | 294                                                | 121                                                | 245                                                |
| 1986                                               | 300                                                | 79                                                 | 173                                                |
| 1987                                               | 283                                                | 84                                                 | 290                                                |
| 1988                                               | 358                                                | 97                                                 | 273                                                |
| 1989                                               | 316                                                | 106                                                | 202                                                |
| 1990                                               | 323                                                | 161                                                | 258                                                |
| 1991                                               | 331                                                | 143                                                | 263                                                |
| 1992                                               | 359                                                | 170                                                | 280                                                |
| 1993                                               | 320                                                | 178                                                | 287                                                |
| 1994                                               | 424                                                | 221                                                | 308                                                |
| 1995                                               | 404                                                | 184                                                | 334                                                |
| 1996                                               | 467                                                | 197                                                | 370                                                |
| 1997                                               | 371                                                | 224                                                | 452                                                |
| 1998                                               | 357                                                | 185                                                | 347                                                |
| 1999                                               | 333                                                | 178                                                | 258                                                |
| 2000                                               | 320                                                | 196                                                | 322                                                |
| 2001                                               | 296                                                | 216                                                | 272                                                |
| 2002                                               | 284                                                | 222                                                | 281                                                |
| 2003                                               | 408                                                | 258                                                | 278                                                |
| 2004                                               | 431                                                | 240                                                | 280                                                |
| 2005                                               | 429                                                | 285                                                | 342                                                |
| 2006                                               | 459                                                | 290                                                | 328                                                |
| 2007                                               | 484                                                | 296                                                | 320                                                |
| 2008                                               | -                                                  | -                                                  | -                                                  |
| 2009                                               | 501                                                | 325                                                | 415                                                |
| 2010                                               | -                                                  | -                                                  | -                                                  |
| 2011                                               | -                                                  | -                                                  | -                                                  |
| 2012                                               | 616                                                | 201                                                | 245                                                |
| 2013                                               | 645                                                | 48                                                 | 298                                                |
| 2014                                               | 557                                                | 293                                                | 437                                                |
| 2015                                               | 461                                                | 296                                                | 410                                                |
| 2016                                               | 461                                                | 256                                                | 318                                                |
| 2017                                               | 564                                                | 289                                                | 418                                                |
| 2018                                               | 540                                                | 298                                                | 418                                                |
| 2019                                               | 449                                                | 140                                                | 283                                                |
| 2020                                               | 303                                                | 71                                                 | 165                                                |
| 2021                                               | -                                                  | -                                                  | -                                                  |
| 2022                                               | 457                                                | 304                                                | 476                                                |
| 2023                                               | 422                                                | 181                                                | 277                                                |
| 2024                                               | 471                                                | 369                                                | 385                                                |

## Bussen
| Buslijn | Traject          | Extra                              |
| ------- | ---------------- | ---------------------------------- |
| 29      | Lommel - Hasselt |                                    |
| 272     | Lommel - Eersel  | Uitgevoerd door Hermes (Nederland) |

0,0: Mol ·
2,9: Gompel ·
4,7: Balen-Wezel ·
8,7: Balen-Werkplaatsen ·
10,7: Lommel-Werkplaatsen ·
13,8: Lommel ·
18,6: Lommel-Werkplaatsen ·
21,5: Overpelt ·
22,8: Neerpelt ·
27,4: Sint-Huibrechts-Lille ·
30,9: Hamont